# Шарпей, Уильям
Уи́льям Шарпей (англ. William Sharpey; 1802—1880) — английский анатом и физиолог. 
Член Королевского общества Эдинбурга (1834), Лондонского королевского общества (1839).

## Биография
Уильям Шарпей родился 1 апреля 1802 года в северо-восточной Шотландии в городе Арброте в семье судовладельца.
Начиная с 1818 года он изучал медицину в университете Эдинбурга, по окончании которого работал в различных клиниках Лондона и Парижа.
В 1823 году У. Шарпей получил степень врача, но после окончания интернатуры решил заняться исключительно естественными науками и с этой целью посетил Рим, Неаполь, Флоренцию, Павию, Эдинбург, Вену, Хайдельберг, Берлин и другие города, где занимался преимущественно анатомией.
С 1831 года Шарпей преподавал анатомию в альма-матер, а в 1836 году был приглашен профессором анатомии и физиологии в столицу Великобритании.
Уильям Шарпей скончался 11 апреля 1880 года в Лондоне.
В его честь пучки соединительно-тканных фибрилл, вместе с эластическими волокнами проникающие из надкостницы в костное вещество, именуются по имени учёного — «Шарпеевские волокна».

## Избранная библиография
- «On a peculiar motion excited in fluids by the surfaces of certain animals» («Edinb. Med. Surg. Journ.», 1830);
- «On the mechanism of respiration in certain aquatic Animals» («Edinb. Journ. Nat. u. Geogr. Sc.», 1830);
- «An account of Prof. Ehrenbergs more recent researches on the Infusoria» («Edinb. new Phil. Journ.», 1833);
- «Echinodermata» в «Todd’s Cyclopedia of Anatomy» (1836).